# درجات الأخضر
قد تختلف درجات اللون الأخضر في صبغة اللون، أو درجة التلون (يُطلق عليه أيضًا التشبع أو الكثافة) أو الإضاءة ( الدرجة، أو السطوع )، أو في اثنين أو ثلاثة من هذه الصفات. تسمى الاختلافات في القيمة أيضًا الصبغات والظلال، حيث تكون الصبغة عبارة عن لون أخضر أو لون آخر ممزوج بالأبيض، ويتم خلط الظل مع الأسود. يتم عرض مجموعة كبيرة من هذه الألوان المختلفة أدناه.

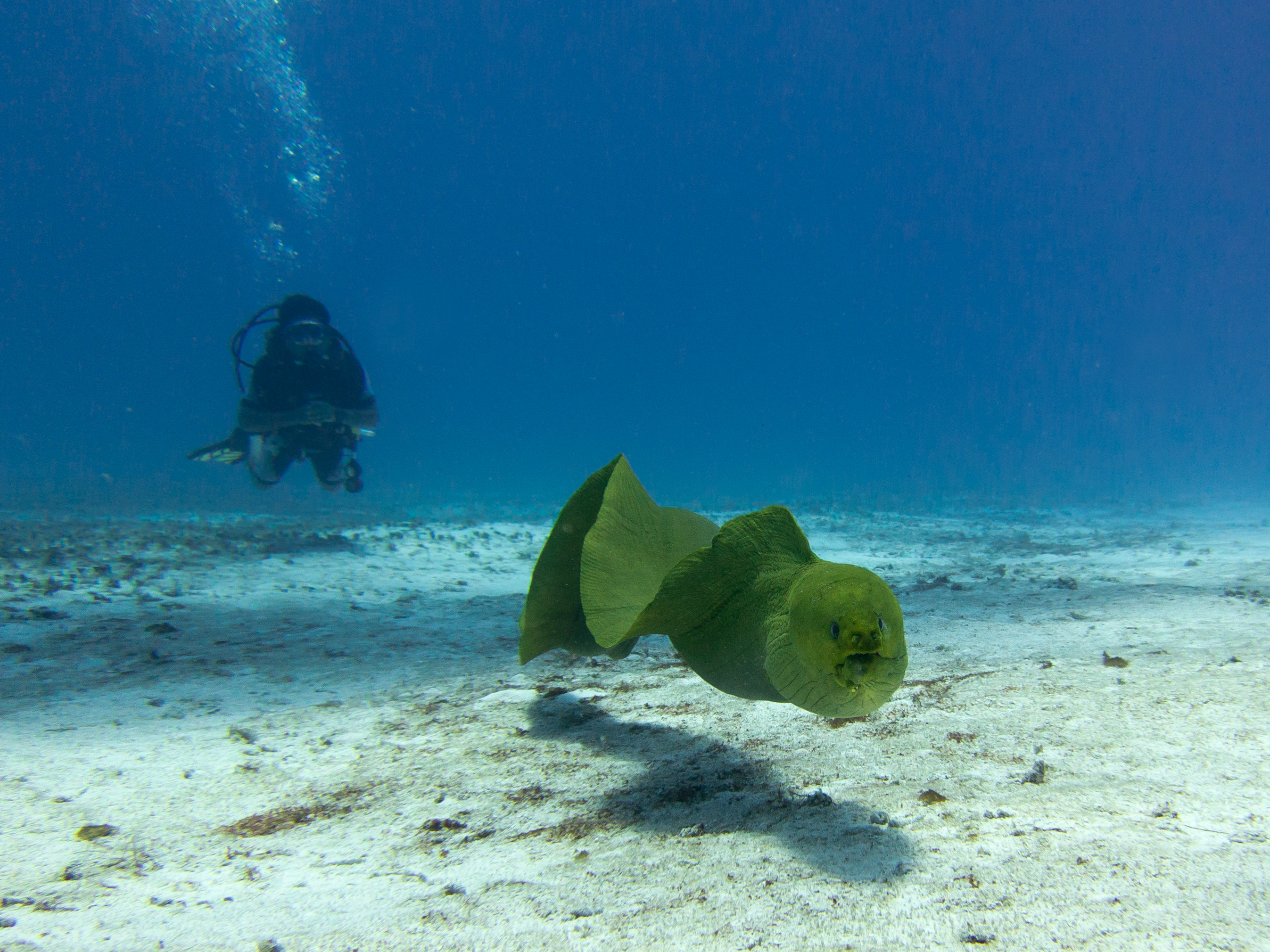
الأخضر مورايية (funebris عارية الصدر)

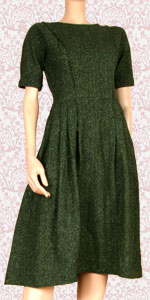
فستان أخضر

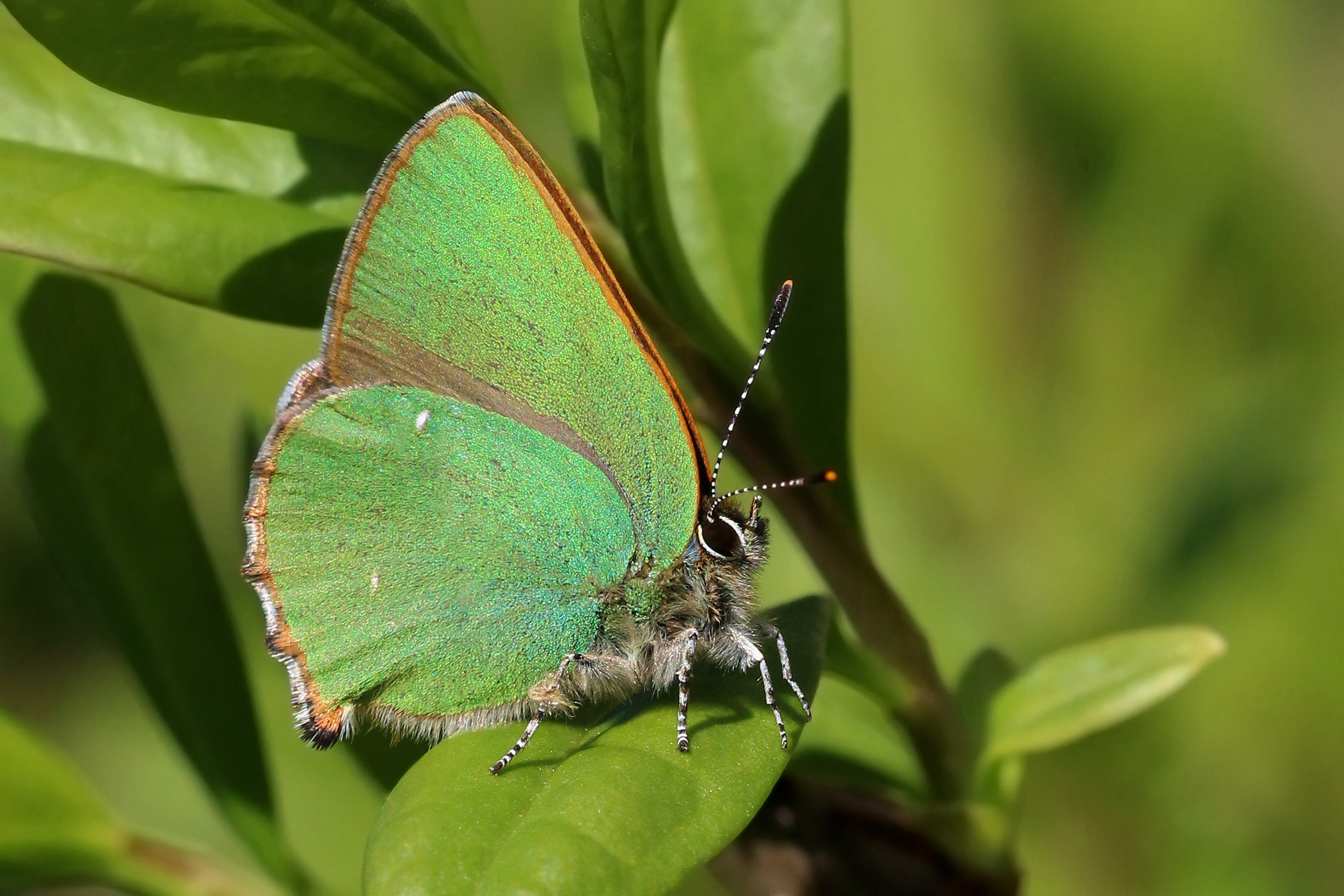
حشرة خضراء

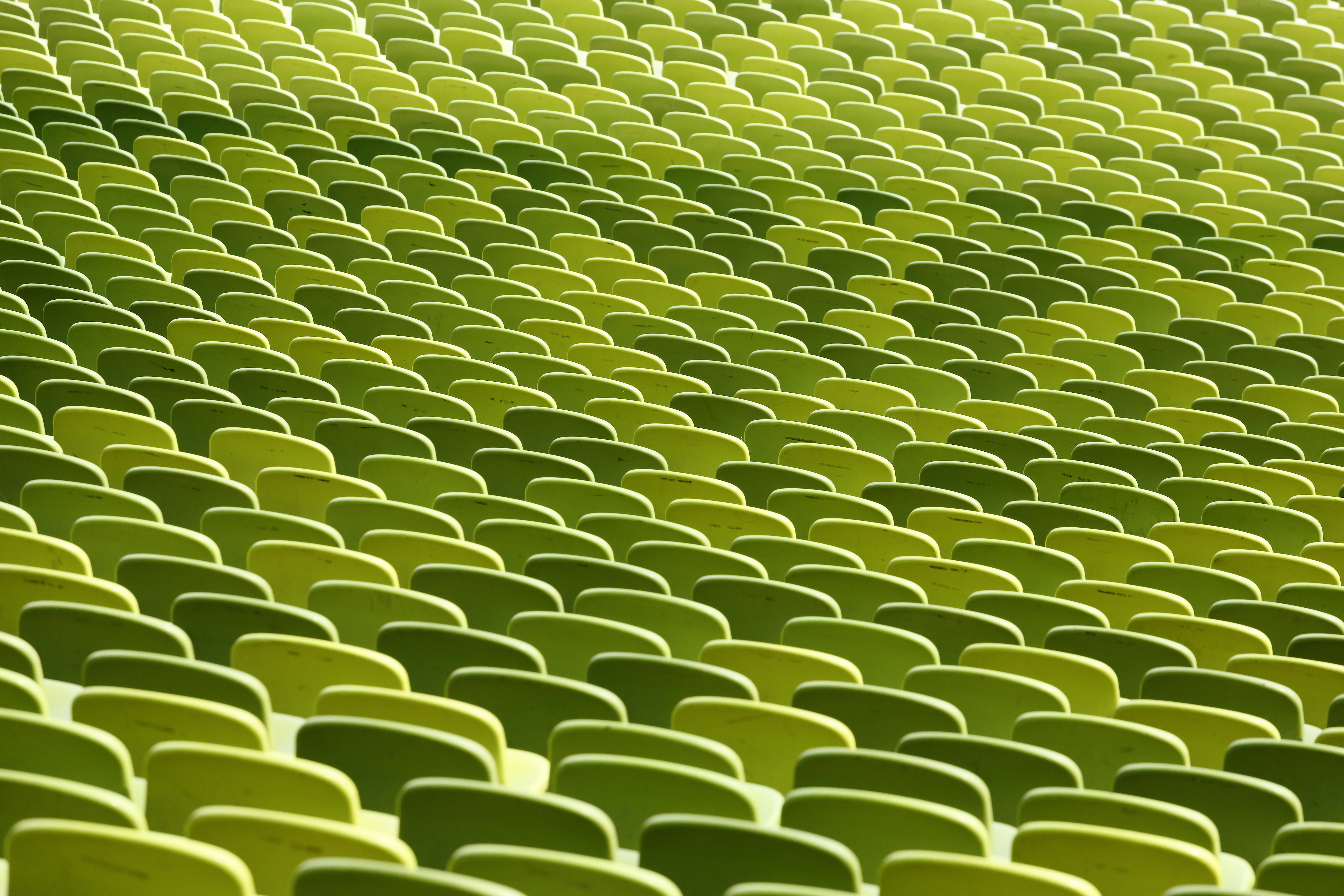
صفوف من المقاعد بدرجات اللون الأخضر

## اللون الأخضر في الطبيعة البيولوجية
الأخضر شائع في الطبيعة ، وخاصة في النباتات. العديد من النباتات خضراء بشكل رئيسي بسبب مادة كيميائية معقدة تعرف باسم الكلوروفيل والتي تشارك في عملية التمثيل الضوئي . تم تسمية العديد من درجات اللون الأخضر باسم النباتات أو مرتبطة بالنباتات. نظرًا لنسب متفاوتة من الكلوروفيل (وكميات مختلفة بالإضافة إلى أصباغ نباتية أخرى موجودة) ، تعرض المملكة النباتية العديد من ظلال اللون الأخضر في كل من تدرج اللون (اللون الحقيقي) والقيمة (الإضاءة / الظلام). تتميز الكلوروفيل في النباتات الحية بألوان خضراء مميزة ، بينما الأجزاء المجففة أو المطبوخة من النباتات هي ظلال مختلفة من اللون الأخضر بسبب فقدان جزيئات الكلوروفيل لأيون المغنيسيوم الداخلي.

### خرشوفي
الخرشوف هو لون يمثل لون الخرشوف الخام الطازج والغير مطبوخ. اسم آخر لهذا اللون هو الخرشوف الأخضر .

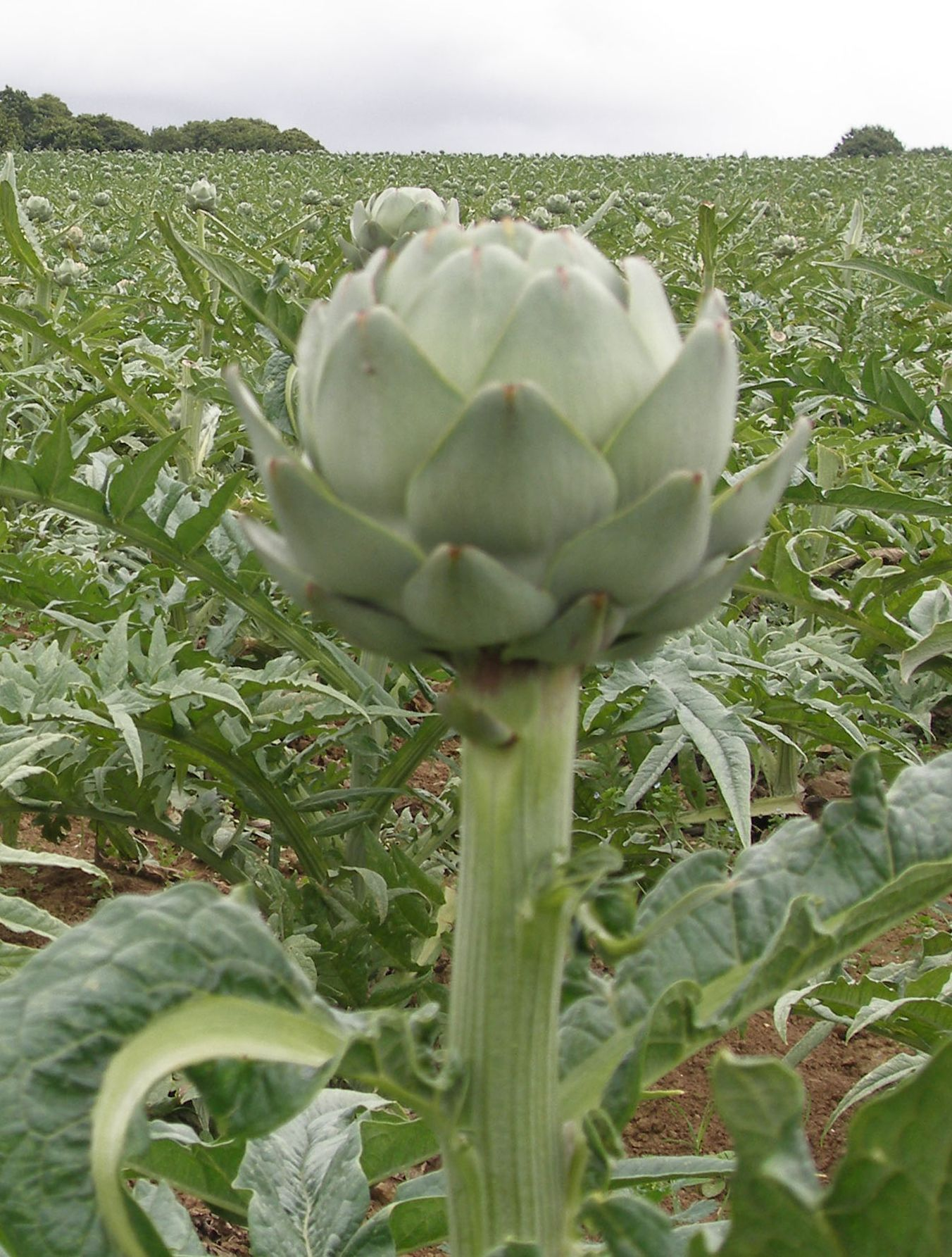
خرشوف

كان أول استخدام مسجل لـ «أرضي شوكي أخضر» كاسم لوني باللغة الإنجليزية عام 1905.

### هليوني
الهليون هو درجة من درجات اللون الأخضر سميت على اسم خضار الهليون. ابتكر Crayola هذا اللون في عام 1993 كواحد من 16 لونًا تم تسميته في مسابقة Name the Color.

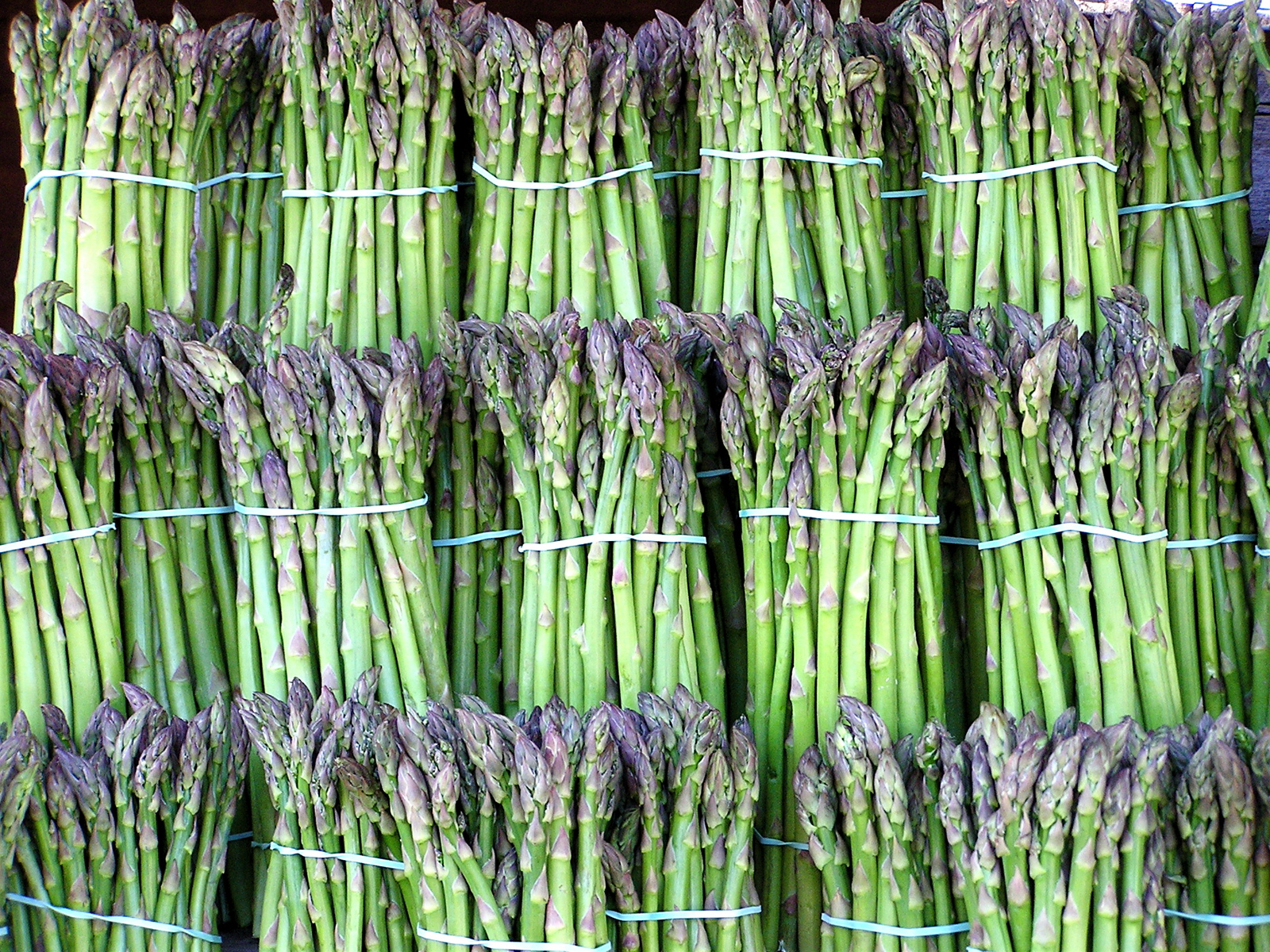
سيقان الهليون المجمعة

اسم آخر لهذا اللون هو الهليون الأخضر . أول استخدام مسجل لـ «نبات الهليون الأخضر» كاسم لوني باللغة الإنجليزية كان عام 1805.

### أفوكادو
الأفوكادو هو درجة من درجات اللون الأخضر يشبه لون السطح الخارجي للأفوكادو .

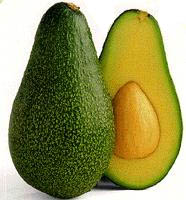
أفوكادو

كان الأفوكادو لونًا شائعًا للأسطح المعدنية (بما في ذلك السيارات والأجهزة المنزلية )، بالإضافة إلى لون الذهب خلال عقد السبعينيات بأكمله. كان كلاهما أيضًا ألوانًا شهيرة للسجاد. كلا اللونين خرجا عن الأنماط المتداولة بحلول أوائل الثمانينيات.